# Desi Bouterse

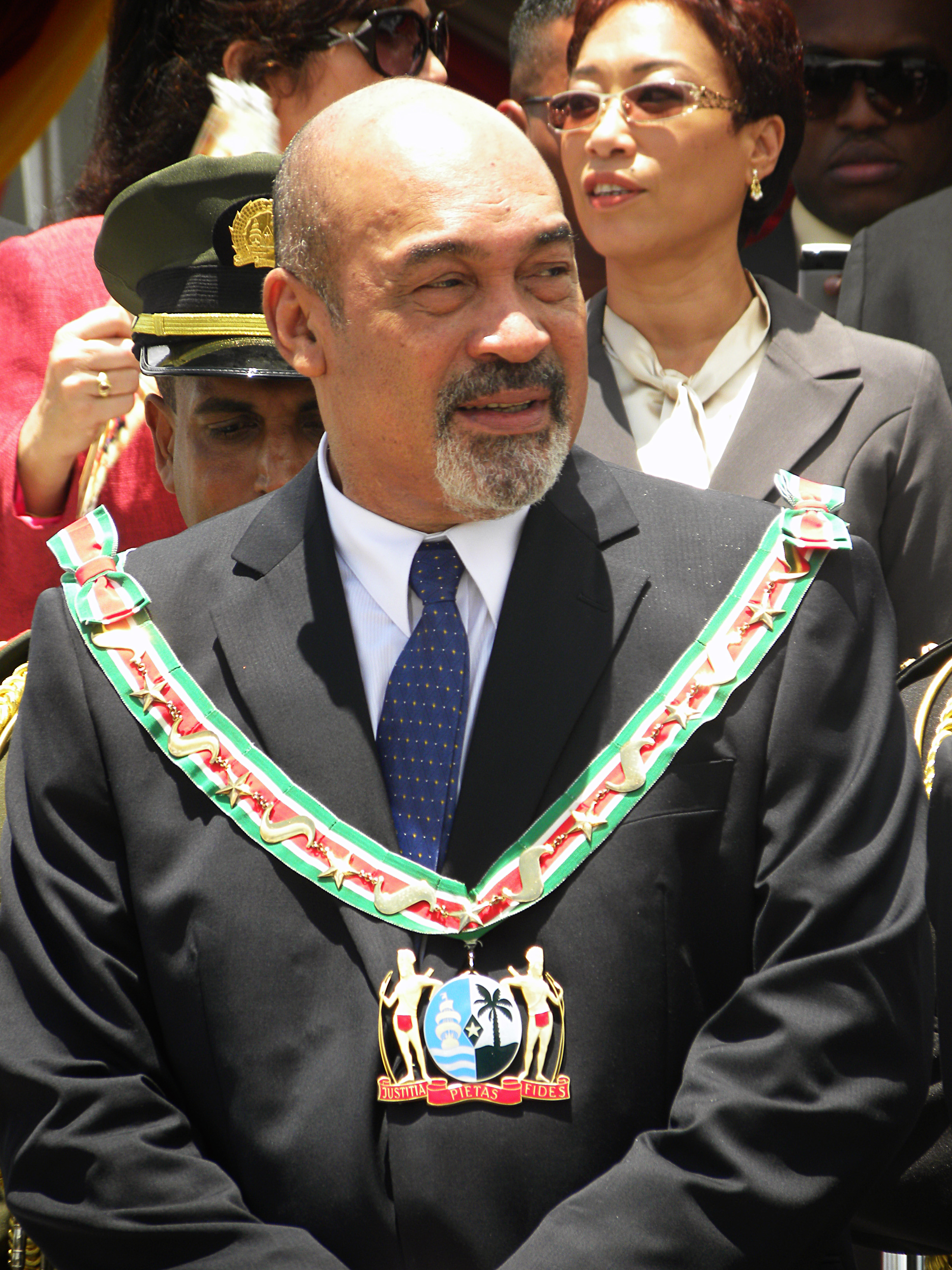
Desi Bouterse am 12. August 2010

Desiré „Desi“ Delano Bouterse [ˈdeːsiː ˈbʌʊ̯təɾsə] (* 13. Oktober 1945 in Domburg, Suriname; † 23. Dezember 2024) war ein surinamischer Politiker, Militärführer und Krimineller. Er war Gründer der Nationale Democratische Partij (NDP) und war von 2010 bis 2020 Präsident von Suriname. Bereits von 1980 bis 1987 war er nach einem von ihm geführten Militärputsch De-facto-Anführer Surinames gewesen.
Im November 2019 verurteilte das Militärgericht in Suriname Bouterse zu 20 Jahren Gefängnis für die Dezembermorde von 1982. Er wurde ebenfalls für Drogenschmuggel verurteilt. Auch wird er verdächtigt, während des surinamischen Bürgerkriegs Massaker an Maroons befohlen zu haben.

## Biographie

### Herkunft
Der erste bekannte Vorfahre von Desi Bouterse war Kole Jan Bouterse, ein Bauernjunge aus dem niederländischen Kamperland in der Provinz Zeeland. Im Alter von 27 Jahren wurde er 1841 als Soldat der Nationalen Militie, einer Freiwilligenlegion, nach Suriname geschickt. Nach dem Ende seiner Dienstzeit im Jahre 1847 blieb er dort. Er wurde Aufseher auf Plantagen und schließlich Direktor der Plantage Vredenburg. Er ging eine Beziehung zu einer Sklavin namens Frederica ein, die er nach Abschaffung der Sklaverei 1867 heiratete und mit der er mehrere Kinder bekam. Die älteste Tochter, Georgina (* 1851), war mit dem Franzosen Henri Lioret liiert, der als Strafgefangener nach Südamerika deportiert worden war. Die gemeinsamen vier Kinder des Paares behielten den Geburtsnamen Bouterse der Mutter. Ein Sohn, Henri, hatte gemeinsame Kinder mit Johanna Emelina vom Stamm der Arawak, die zur römisch-katholischen Kirche konvertiert war. Der jüngste Sohn der beiden, Desiré Juliaan, war der Vater von Desi Bouterse, seine Mutter war Wilhelmina van Gemert.

### Ausbildung und Familie
Desi Bouterse wuchs in der niederländischen Kolonie Suriname auf und besuchte die Handelsschule in Paramaribo. Von 1968 bis 1975 lebte seine Familie in den Niederlanden, wo er 1970 Ingrid Figueira heiratete. Aus der später geschiedenen Verbindung gingen zwei Kinder hervor, Tochter Peggy und Sohn Dino. Bouterse absolvierte verschiedene militärische Ausbildungen in der niederländischen Armee. Als Soldat (Feldwebel) war er im letzten Jahr vor seiner Rückkehr nach Suriname auch in der NATO-Kaserne im niedersächsischen Seedorf stationiert. Nach seiner Scheidung von Ingrid Figueira heiratete er 1990 Ingrid Jolanda Waldring, mit der er ebenfalls zwei Kinder hatte.
Sein Sohn Dino wurde 2017 in den USA wegen Drogenschmuggels zu einer 16-jährigen Haftstrafe verurteilt.

### Militärische und politische Karriere

#### Militärputsch in Suriname
Zurück im gerade unabhängig werdenden Suriname (25. November 1975) war Bouterse am Aufbau eines neuen Heeres beteiligt. Am 25. Februar 1980 verübte er zusammen mit Roy Horb (1953–1983) sowie 14 weiteren Unteroffizieren einen Militärputsch (Sergeantencoup) und setzte die Regierung unter Premierminister Henck A. E. Arron ab. Dieser Militärputsch wurde von einem Großteil der Bevölkerung anfänglich begrüßt, da sie sich einen Rückgang der Korruption und eine Steigerung des Lebensstandards versprach.
Als neuer Regierungschef wurde nach dem Putsch Henk Chin A Sen ernannt. Nach vermeintlichen Plänen zu einem Gegencoup setzte Bouterse die Verfassung außer Kraft und löste das Parlament auf. Der seit 1975 im Amt befindliche Präsident Johan Ferrier trat auf Desi Bouterses Druck hin zurück. Alle Zeitungen wurden verboten, mit Ausnahme der Tageszeitung De Ware Tijd, die der Zensur unterstellt wurde.

#### Parlamentsabgeordneter
Nach der Gründung der NDP durch Bouterse im Jahre 1987 stellte die Partei erstmals von 1996 bis zu den vorgezogenen Neuwahlen im Jahre 2000 mit Jules Wijdenbosch den Präsidenten, der dann wieder durch Ronald Venetiaan abgelöst wurde. Bei den Wahlen vom 25. Mai 2005 wurde die NDP zur zweitstärksten Partei in der Nationalversammlung von Suriname (DNA), und Bouterse wurde als Spitzenkandidat der Partei erneut Parlamentsabgeordneter.
Nachdem er nach dreizehnmonatiger Abwesenheit am 27. Januar 2009 wieder an einer Parlamentssitzung teilnehmen wollte, leitete der Parlamentsvorsitzende Paul Somohardjo ein Ausschlussverfahren ein. Per Gerichtsvollzieher und Brief wurde Bouterse noch am selben Tag mitgeteilt, dass seine Mitgliedschaft im Parlament (DNA) beendet sei. Begründet wurde der Ausschluss mit Artikel 68, Nr. 1, f des Grundgesetzes. Hiernach endet die Mitgliedschaft in der DNA nach einer Abwesenheit im Parlament in einer zusammenhängenden Periode von fünf Monaten.
Seine monatelange Abwesenheit in der DNA verstand Bouterse vor allem als Protest gegen die Weigerung der Regierung, ihn seit Beginn der Legislaturperiode 2005 u. a. im surinamischen Verteidigungsausschuss mitwirken zu lassen.

#### Präsidentschaft

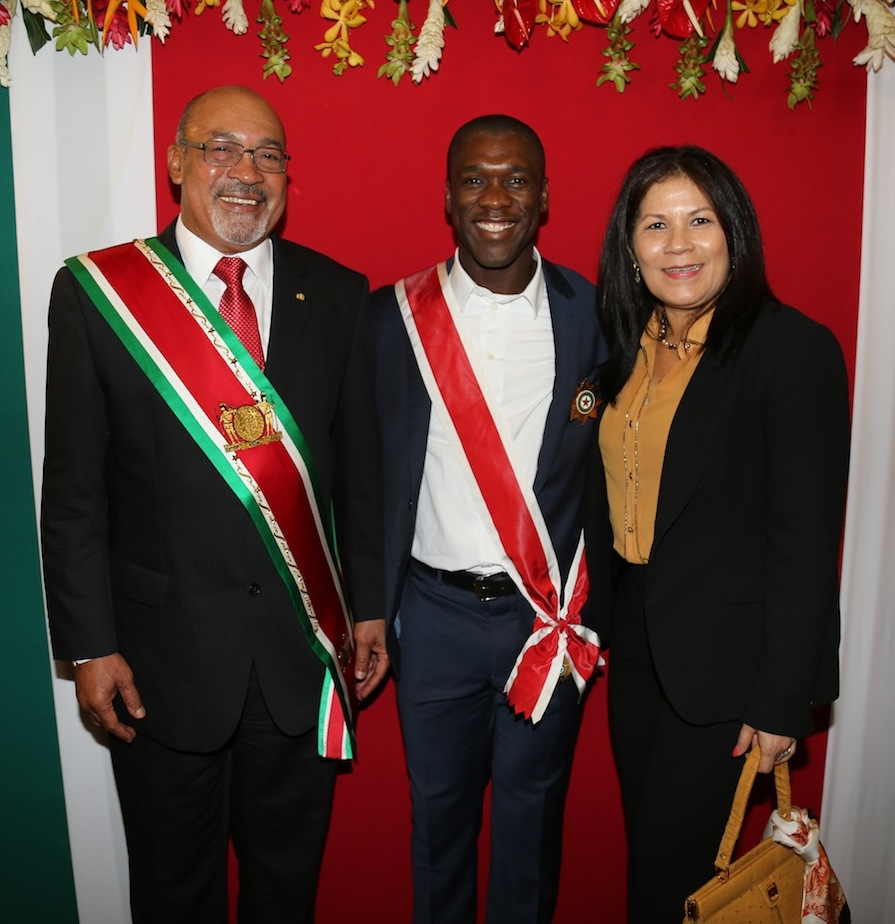
Bouterse bei der Verleihung des Ordens Gelber Stern an den Fußballer Clarence Seedorf, mit der Ehefrau des Präsidenten Ingrid Bouterse-Waldring (2014)

Am 25. Mai 2010 gewann die Megacombinatie (MC) (ein Zusammenschluss aus NDP, Progressieve Arbeiders- en Landbouwers Unie (PALU), Nieuw Suriname (NS), Kerukunan Tulodo Pranatan Inggil (KTPI) und Democratisch Nationaal Platform 2000) mit dem Präsidentschaftskandidaten Desi Bouterse die Parlamentswahlen in Suriname (23 Sitze). Durch die hinzugekommenen Koalitionspartner, die Volksalliantie um Paul Somohardjo (6 Sitze) sowie der A Combinatie unter Vorsitz seines ehemaligen Erzfeindes Ronnie Brunswijk (7 Sitze), wurde eine Zweidrittelmehrheit für Bouterse möglich. Am 19. Juli 2010 wählte die Nationalversammlung von Suriname Bouterse zum neuen Präsidenten der Republik Suriname. Er erreichte 36 von 51 möglichen Stimmen und lag damit knapp über den benötigten 34 Stimmen. Der Gegenkandidat, Chandrikapersad Santokhi von der Koalition Nieuw Front, erhielt 13 Stimmen. Suriname hat ein präsidentielles Regierungssystem, in dem der Präsident zugleich Staatsoberhaupt und Regierungschef ist und sich so zwei Spitzenämter auf eine Person vereinen, die sich nicht vor dem Parlament verantworten muss. Der niederländische Außenminister Maxime Verhagen äußerte am selben Tag, dass er in den Niederlanden nur willkommen sei, um seine Gefängnisstrafe zu verbüßen. Die Amtseinführung von Bouterse sowie des Vizepräsidenten Robert Ameerali erfolgte am 12. August 2010.
Bei den Parlamentswahlen vom 25. Mai 2015 erreichte die NDP von Präsident Bouterse mit 26 von 51 Parlamentssitzen die absolute Mehrheit. Da die Opposition im Vorfeld zu der Präsidenten- und Vizepräsidentenwahl im Parlament keine Chance sah sich mit eigenen Kandidaten durchzusetzen, hatte sie auf die Nominierung von eigenen Kandidaten verzichtet. Gleichzeitig erklärte sie sich bereit, für ein Quorum zu sorgen, um bereits im ersten Wahlgang mit einer Zweidrittelmehrheit (34 von 51 Abgeordneten) die Wahl möglich zu machen.
In einer Sondersitzung des Parlaments am 14. Juli 2015 wurde Präsident Desiré Delano Bouterse wiedergewählt und Ashwin Adhin zum Vizepräsidenten gewählt. Da keine Liste mit Gegenkandidaten eingereicht worden war und bei der Sondersitzung 46 Abgeordnete im Plenarsaal anwesend waren, musste nicht abgestimmt werden, sondern die beiden Kandidaten waren automatisch gewählt.
Die Einführung zur zweiten Amtszeit als Präsident erfolgte am 12. August 2015 in der Anthony-Nesty-Sporthalle in Paramaribo.
Die NDP verlor bei den Parlamentswahlen vom 25. Mai 2020 gegenüber 2015 zehn Sitze und die Vooruitstrevende Hervormings Partij (VHP) wurde stärkste Partei. Der Vorsitzende der VHP Chan Santokhi wurde am 13. Juli 2020 Nachfolger von Bouterse als Präsident von Suriname. Anfang August 2020 verkündete Santokhi, dass Bouterse Staatsschulden von 2,5 Milliarden Euro angehäuft habe; der größte Gläubiger sei China. So habe Bouterse allein in den sechs Monaten vor der Präsidentschaftswahl rund 3500 neue Beamte eingestellt, um die Arbeit einer möglichen neuen Regierung zu sabotieren.
Im August 2021 wurde Bouterse zu 20 Jahren Haft verurteilt, blieb aber auf freiem Fuß, da das Urteil noch nicht rechtskräftig war. Im Juli 2022 begann die Berufungsverhandlung. Im Dezember 2022 verlängerte sich die Amtszeit von Bouterse als Vorsitzender der NDP bis 2027, nachdem geplante interne Wahlen ausgesetzt worden waren. Am 13. Juli 2024 wurde Jennifer Simons zu seiner Nachfolgerin als Parteivorsitzende gewählt. Bouterse, der sich seiner Haft durch Flucht entzogen hatte, wurde durch den ebenfalls neu gewählten Vorstand zum Ehrenvorsitzenden der NDP ernannt.

### Verstrickung in Verbrechen

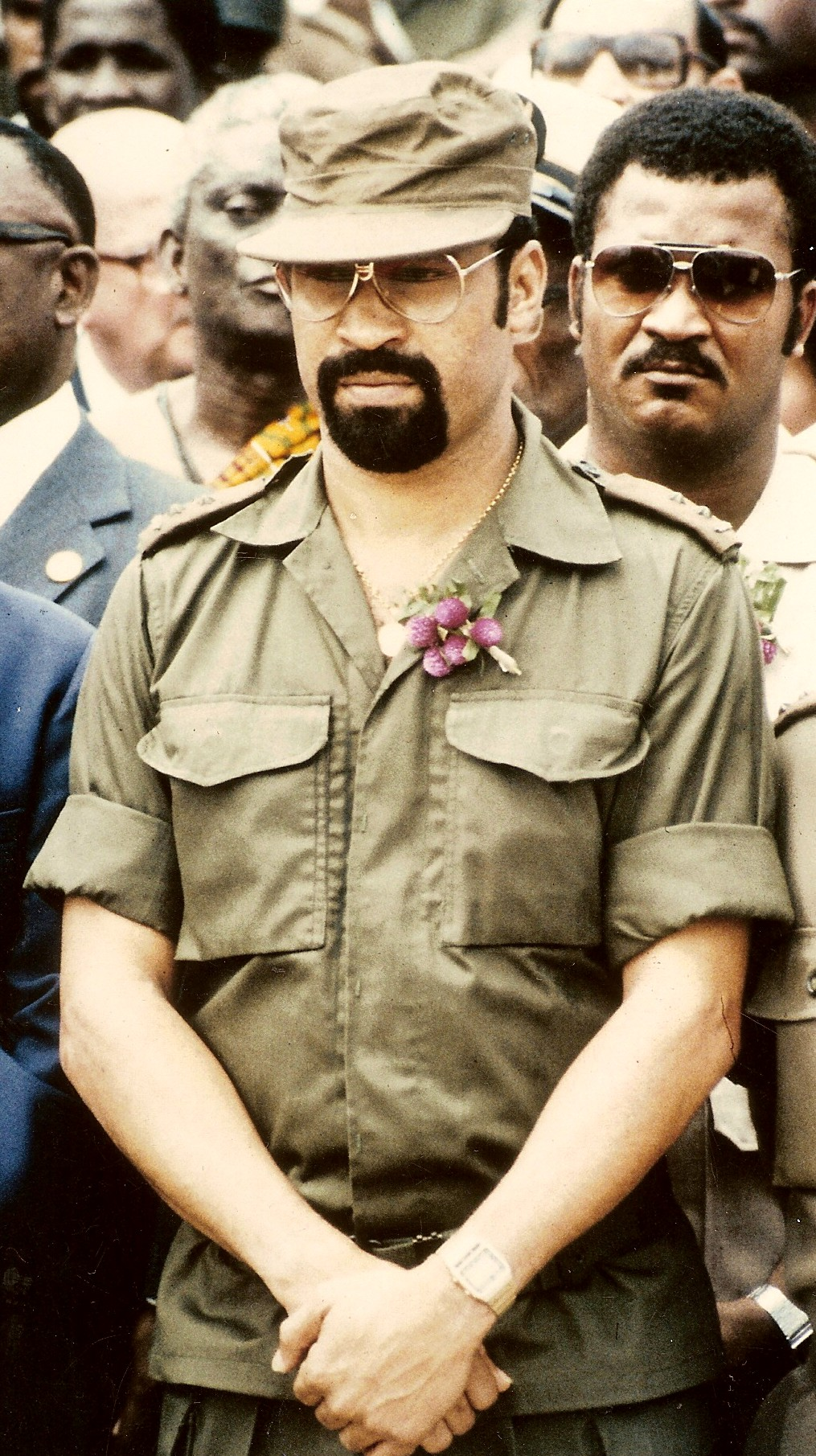
Desi Bouterse, Aufnahme 1985

Als Oberbefehlshaber des surinamischen Militärs war Desi Bouterse der starke Mann des Militärregimes, das Suriname von 1980 bis 1987 beherrschte. Besonders in diesen Jahren war Bouterse in mehrere Verbrechen verstrickt, wie die „Dezembermorde“ im Jahre 1982 (15 Tote), den Bürgerkrieg (Binnenlandse Oorlog) von 1986 bis 1992, dem mindestens 300 Menschen zum Opfer fielen, und dem Massaker in dem Ndyuka-Dorf Moiwana 1986 („Moiwana-Massaker“, 39 Tote). Daneben wurde er mehrfach der Beteiligung an illegalen Drogengeschäften bezichtigt. Im Juli 1999 wurde er in den Niederlanden wegen Schmuggels von 1000 Kilogramm Kokain in Abwesenheit zu elf Jahren Gefängnis verurteilt. Die Niederlande erwirkten einen Internationalen Haftbefehl gegen Bouterse, wodurch ein Verlassen seines Heimatlandes für ihn jahrelang praktisch unmöglich war. Während des Präsidentenamtes ab 2010 genoss Bouterse Immunität; der Haftbefehl durfte nach Völkerrecht nicht vollstreckt werden.
Der Konstitutionelle Hof urteilte am 22. Juli 2021, dass die am 5. April 2012 auf Betreiben der Regierung Bouterse beschlossene Änderung des Amnestiegesetzes aus dem Jahre 1989 gegen die Verfassung und ratifizierte internationale Verträge verstößt. Die Gesetzesänderung sollte die Bestrafung der „Dezembermorde“ aus dem Jahre 1982 verhindern.
Auch Familienmitglieder von Bouterse waren mehrfach in schwere Straftaten verwickelt. Im August 2005 wurde Bouterses Sohn Dino, der als „Erbprinz“ auf die Präsidentschaft galt, in Paramaribo wegen Mitwirkung an internationalem Drogenhandel und Waffenschmuggel zu acht Jahren Gefängnis verurteilt, von denen er nur drei Jahre verbüßen musste. 2013 wurde Dino Bouterse in Panama verhaftet und an die USA ausgeliefert, wo er wegen des Schmuggels von fünf Kilogramm Kokain in die USA zwischen Dezember 2011 und August 2013 vor Gericht gestellt wurde. Zudem hatte er der islamistischen Hisbollah angeboten, in Suriname eine Basis zu errichten. Er wurde zu 16 1⁄4 Jahren Gefängnis verurteilt.
Im Dezember 2011 begnadigte Bouterse seinen Adoptivsohn Romano Meriba, der 2005 wegen der Ermordung eines chinesischen Juweliers sowie dem Wurf einer Handgranate vor das Haus des niederländischen Botschafters im Jahre 2002 zu 15 Jahren Haft verurteilt worden war. Der ehemalige Justizminister des Landes Chan Santokhi zeigte sich empört über die Begnadigung. Im Jahr 2017 wurde Meriba wegen eines Raubüberfalls, den er im November 2015 begangen hatte, zu 3 1⁄2 Jahren Gefängnis verurteilt. Im September 2019 wurde Meriba verdächtigt, im Rahmen eines geplatzten Kokain-Deals in das Verschwinden zweier Männer in Suriname verwickelt gewesen zu sein. Die tödlichen Attentate auf einen weiteren Mann sowie auf den ehemaligen Profi-Fußballer Kelvin Maynard, der im September 2019 auf offener Straße in Amsterdam erschossen wurde, sollen mit diesem Kokain-Geschäft von Meriba in Verbindung stehen.

#### Verurteilung im November 2019
Am 29. November 2019 verurteilte das Militärgericht in Suriname Desi Bouterse zu 20 Jahren Gefängnis für die Dezembermorde von 1982. Auch sechs Mittäter wurden verurteilt: Benny Brondenstein, Ernst Gefferie und Iwan Dijksteel zu je 15 Jahren sowie Stephanus Dendoe, Kenneth Kempes und Lucien Lewis zu je 10 Jahren Gefängnis. Verhaftungen folgten zunächst nicht, da Berufung eingelegt wurde. Wäre Bouterse am 25. Mai 2020 erneut zum Präsidenten gewählt worden, hätte er weiterhin politische Immunität genossen.
Die niederländische Journalistin Nina Jurna, die den Prozess wegen der Dezembermorde von Beginn an verfolgte, vertrat die Meinung, dass dieser Urteilsspruch zweifellos eine „historische und wichtige Nachricht“ sei, die aber in den Niederlanden, wo man von Bouterse, „dem einzigen niederländischsprachigen Diktator der Welt“, regelrecht „besessen“ sei, viel mehr Aufmerksamkeit errege als in Suriname selbst. Dort seien die Menschen schnell zur Normalität übergegangen. Je mehr die ehemalige Kolonialmacht Niederlande und die dortigen Medien jedoch Bouterse angriffen und kritisierten, desto größer werde dessen Unterstützung durch die Bevölkerung Surinames. Dadurch habe der Status von Bouterse in seinem eigenen Land „fast mythische Ausmaße“ angenommen.
Am 20. Dezember 2023 wurde durch den Hof van Justitie in einem Berufungsverfahren letztinstanzlich die Verurteilung von Bouterse zu 20 Jahren Haft bestätigt. Die Verurteilung der vier Mitangeklagten zu 15 Jahren Haft wurde ebenfalls bestätigt. Die Vollstreckung der Urteile wurde ausgesetzt, da die Verurteilten ein Gnadengesuch an den Präsidenten Surinames gestellt hatten. Wenig später wurde das Urteil gegen Bouterse und seine Mitangeklagten erneut bestätigt und Bouterse aufgefordert, im Januar 2024 die Haft anzutreten.
Nachdem Bouterse am 12. Januar 2024 um 13 Uhr nicht zum vorgesehenen Haftantritt im Santo Boma, dem Gefängnis von Paramaribo, erschienen war, wurde ein internationaler Haftbefehl gegen ihn beantragt. Seine Frau ließ mitteilen, dass Bouterse nicht vorhabe, sich zu stellen. Mit Bouterse verschwand sein ehemaliger Leibwächter Iwan Dijksteel, der ebenfalls verurteilt worden war und seine Haft nicht antrat. Während Bouterses Flucht wies der surinamische Oberste Gerichtshof seine Berufung gegen das Urteil endgültig zurück.

### Tod
Wie niederländische Medien und der surinamische Außenminister Albert Ramdin vermeldeten, starb Bouterse im Dezember 2024 in seinem Versteck. Der genaue Todeszeitpunkt – 23. oder 24. Dezember – ist strittig, da der Leichnam erst später aufgefunden wurde, nachdem vermeintlich Unbekannte ihn vor seinem Haus in Paramaribo an Angehörige übergeben hatten. Als Todesursache wurde eine Leberzirrhose aufgrund von chronischem Alkoholmissbrauch angegeben. Er soll sich während seiner Flucht zur medizinischen Behandlung auf Kuba und in Venezuela aufgehalten haben.

## Rezeption
In seinem Buch Desi Bouterse: een Surinaamse tragedie charakterisiert der Autor Pepijn Reeser Desi Bouterse, den er „the man we love to hate“ („den Mann, den wir zu hassen lieben“) nennt, sowie dessen Verhältnis zur ehemaligen Kolonialmacht Niederlande. Bouterse, so Reeser, sei ein Produkt des niederländischen Kolonialismus. Dieser habe das Verhältnis zwischen Suriname und den Niederlanden in den vergangenen Jahrzehnten geprägt und dem Land seinen Stempel aufgedrückt. Die Geschichte von Bouterse und seinen Vorfahren sei die Geschichte, wie die Niederlande früher und heute mit Suriname und den Surinamern umgegangen seien und umgehen würden und welche Aktionen und Reaktionen dies zur Folge hatte. Es sei die Geschichte niederländischer Ambitionen versus surinamischer Realität.